# Cory Murphy
Cory Murphy, född 13 februari 1978 i Kanata, Ontario, är en kanadensisk professionell ishockeyspelare som spelar för Karlskrona HK i SHL.

## Karriär
Som odraftad spelade Murphy collegehockey med Colgate University. Murphy spelade sedan fem säsonger i den finska FM-ligan, två i Esbo Blues, två i Ilves och säsongen 2006/2007 i HIFK. Säsongen 2003/2004 blev Murphy invald i ligans All Star-lag. Under säsongen 2006-07 utsågs Murphy till ligans bästa spelare, grundseriens bästa spelare samt ligans bästa back. Murphy var med i det kanadensiska laget som vann guld i VM i Ryssland 2007.
Den 27 mars 2007 skrev Murphy på ett tvåårigt NHL-kontrakt med Florida Panthers. Murphys första NHL-mål gjordes den 6 oktober 2007 mot Kevin Weekes i New Jersey Devils.
Under säsongen 2008/2009 spelade Cory sju matcher för Panthers samtidigt som han besvärades av en återkommande axelskada. Murphy skickades till Panthers AHL-lag Rochester Americans, för en två-veckors rehabilitering innan han kallades tillbaka den 15 januari 2009. Den 17 juli 2009 skrev Murphy på ett tvåvägskontrakt med New Jersey Devils.
Den 4 juni 2010 återvände Murphy till Schweiz då han skrev på ett tvåårskontrakt med NLA-klubben ZSC Lions. Inför säsongen 2012/2013 värvades Murphy av den vitryska KHL-klubben HK Dinamo Minsk.
Elitserieklubben Växjö Lakers meddelade den 21 maj 2013 att man skrivit ett tvåårskontrakt med Murphy.
Säsongen 2017/18 spelar Cory Murphy i Karlskrona HK i SHL.

## Spelarstatistik
| 1997–98    | Colgate University  | ECAC       | 35 | 8  | 19 | 27 | 38 | —  | — | — | — | —  |
| 1998–99    | Colgate University  | ECAC       | 34 | 3  | 23 | 26 | 26 | —  | — | — | — | —  |
| 1999–00    | Colgate University  | ECAC       | 35 | 10 | 19 | 29 | 26 | —  | — | — | — | —  |
| 2000–01    | Colgate University  | ECAC       | 34 | 7  | 22 | 29 | 34 | —  | — | — | — | —  |
| 2001–02    | Esbo Blues          | FM-ligan   | 46 | 9  | 15 | 24 | 38 | 3  | 0 | 1 | 1 | 0  |
| 2002–03    | Esbo Blues          | FM-ligan   | 45 | 11 | 4  | 15 | 49 | 7  | 1 | 0 | 1 | 2  |
| 2003–04    | Ilves               | FM-ligan   | 56 | 18 | 26 | 44 | 22 | 7  | 1 | 2 | 3 | 2  |
| 2004–05    | Ilves               | FM-ligan   | 56 | 12 | 23 | 35 | 36 | 7  | 1 | 3 | 4 | 18 |
| 2005–06    | Fribourg-Gottéron   | NLA        | 44 | 13 | 22 | 35 | 52 | —  | — | — | — | —  |
| 2006–07    | HIFK                | FM-ligan   | 45 | 13 | 37 | 50 | 46 | 5  | 0 | 1 | 1 | 4  |
| 2007–08    | Florida Panthers    | NHL        | 47 | 2  | 15 | 17 | 22 | —  | — | — | — | —  |
| 2008–09    | Florida Panthers    | NHL        | 7  | 0  | 1  | 1  | 2  | —  | — | — | — | —  |
| 2008–09    | Rochester Americans | AHL        | 5  | 2  | 4  | 6  | 2  | —  | — | — | — | —  |
| 2008–09    | Tampa Bay Lightning | NHL        | 25 | 5  | 10 | 15 | 12 | —  | — | — | — | —  |
| 2009–10    | New Jersey Devils   | NHL        | 12 | 2  | 1  | 3  | 2  | —  | — | — | — | —  |
| 2009–10    | Lowell Devils       | AHL        | 64 | 6  | 38 | 44 | 30 | 5  | 0 | 0 | 0 | 2  |
| 2010–11    | ZSC Lions           | NLA        | 49 | 10 | 25 | 35 | 30 | 5  | 0 | 3 | 3 | 0  |
| 2011–12    | ZSC Lions           | NLA        | 24 | 3  | 7  | 10 | 4  | —  | — | — | — | —  |
| 2012–13    | HK Dinamo Minsk     | KHL        | 52 | 5  | 26 | 31 | 36 | —  | — | — | — | —  |
| 2013–14    | Växjö Lakers        | SHL        | 53 | 13 | 21 | 34 | 24 | 12 | 1 | 3 | 4 | 8  |
| 2014–15    | Växjö Lakers        | SHL        | 55 | 9  | 30 | 39 | 18 | 18 | 0 | 9 | 9 | 4  |
| NHL totalt | NHL totalt          | NHL totalt | 91 | 9  | 27 | 36 | 38 | —  | — | — | — | —  |